# Cratere Yerguk
Yerguk  è un cratere sulla superficie di Venere.